# Caloparyphus currani
Caloparyphus currani är en tvåvingeart som först beskrevs av James 1939.  Caloparyphus currani ingår i släktet Caloparyphus och familjen vapenflugor. Inga underarter finns listade i Catalogue of Life.